# Vuojatätno
Der Vuojatätno ist ein Fluss in der schwedischen Provinz Norrbottens län.
Der Vuojatätno bildet den Abfluss des Sees Vastenjaure im Padjelanta-Nationalpark.
Seine Fließrichtung ist Ostnordost.
Nach 8 km mündet der Varka, der Abfluss des Sallohaure, von links in den Vuojatätno.
Nach weiteren 7 km mündet der Vuojatätno in den Kutjaure, welcher auch vom Sieperjåkkå von Norden her gespeist wird.
Kurz nachdem er den Kutjaure verlässt, trifft von Süden kommend der Sjnjuftjutisjåkkå auf den Vuojatätno.
Er bildet nun die Nordgrenze des Stora-Sjöfallet-Nationalparks.
Nach insgesamt 28 km erreicht der Vuojatätno den Akkajaure, dessen Wasserstand aufgrund seiner Regulierung stark variiert.
Der Vuojatätno bildet somit den Hauptquellfluss des Stora Luleälven.
Er entwässert das gesamte Padjelanta-Gebiet, im Süden bis zum Sulitjelma-Massiv, im Westen bis zur norwegischen Grenze und im Osten den West- und Zentralteil des Sarekgebirges.
Aufgrund seiner Lage, fast das gesamte Einzugsgebiet sowie der gesamte Flusslauf befinden sich in Schutzgebieten und in einer niederschlagsreichen und teilweise vergletscherten Region, stellt der Vuojatätno einen wasserreichen und natürlichen Strom dar.
Es gibt mehrere Stromschnellen.
Der Padjelantaleden verläuft unweit seines Südufers und kreuzt ihn kurz vor dessen Mündung in den Akkajaure.